# پروژه جمینای

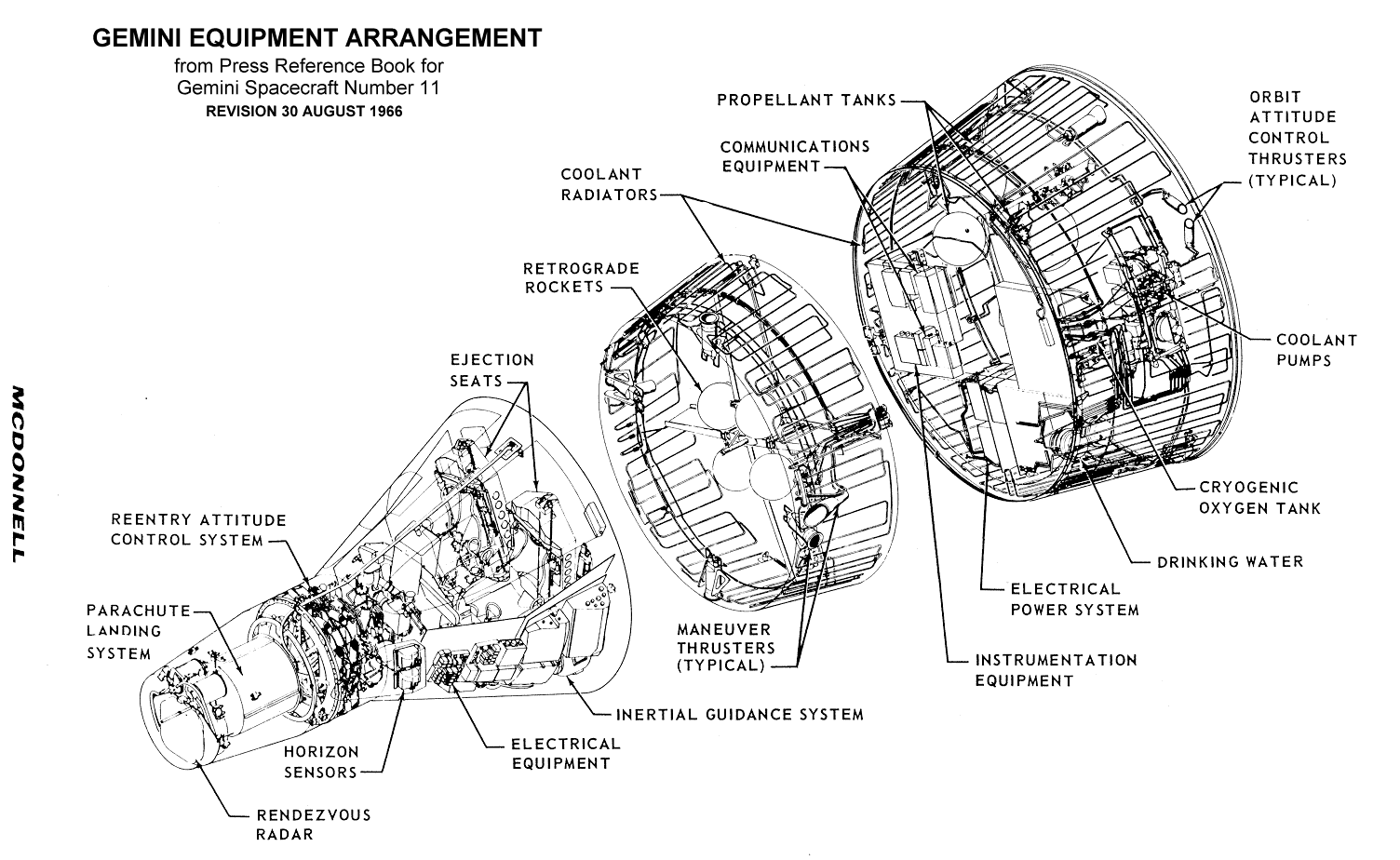
طرح سفینه‌های فضایی جمنای

پروژه جمینای (تلفظ: /ˈdʒɛmɪnaɪ/) (که بعضاً پروژه جمینی (تلفظ: /ˈdʒɛmɪni/) هم گفته می‌شود) (به انگلیسی: Project Gemini) یکی از پروژه‌های فضایی ناسا در زمان مسابقه فضایی میان شوروی و آمریکا بود. این ماموریت‌ها در سال‌های دهه ۶۰ میلادی، و قبل از پروژه آپولو به وقوع پیوستند، و هدفشان ارتقا بخشیدن و بهینه‌سازی دانش و تکنیک‌های انتقالات مداری بود.
پروژه جمینای دومین برنامه پرواز فضایی سرنشین‌دار ایالات متحده بود. این پروژه پس از اولین برنامه فضایی سرنشین‌دار آمریکا، پروژه مرکوری، و در حالی که برنامه آپولو هنوز در مراحل اولیه توسعه بود، در سال ۱۹۶۱ طرح‌ریزی و در سال ۱۹۶۶ به پایان رسید. فضاپیمای جمینای یک خدمه دو فضانورد را حمل می‌کرد. ده خدمه جمینای و ۱۶ فضانورد مجزا در طول سال‌های ۱۹۶۵ و ۱۹۶۶ ماموریت‌های مدار پایین زمین (LEO) را انجام دادند.
هدف جمینای توسعه فنون سفر فضایی برای پشتیبانی از مأموریت آپولو برای فرود فضانوردان بر روی ماه بود. با انجام این کار، این پروژه به ایالات متحده اجازه داد تا با نشان دادن استقامت مأموریت تا کمتر از ۱۴ روز، طولانی‌تر از هشت روز مورد نیاز برای یک سفر رفت و برگشت به ماه؛ روش‌های انجام فعالیت خارج از وسیله نقلیه (EVA) بدون خستگی؛ و مانورهای مداری لازم برای دستیابی به ملاقات مداری و اتصال با فضاپیمای دیگر، از پیشتازی اتحاد جماهیر شوروی در توانایی پرواز فضایی سرنشین‌دار که در سال‌های اولیه مسابقه فضایی به دست آورده بود، عقب نماند و بر آن غلبه کند. این امر به آپولو اجازه داد تا بدون صرف زمان برای توسعه این فنون، مأموریت اصلی خود را دنبال کند.
تمام پروازهای جمینای از مجتمع پرتاب 19 (LC-19) در ایستگاه نیروی هوایی کیپ کندی در فلوریدا پرتاب شدند. وسیله پرتاب آن‌ها موشک تایتان II GLV، یک موشک بالستیک قاره‌پیما اصلاح‌شده بود. جمینای اولین برنامه‌ای بود که از مرکز کنترل مأموریت تازه ساخته‌شده در مرکز فضایی سرنشین‌دار هیوستون برای کنترل پرواز استفاده کرد. این پروژه همچنین از وسیله هدف آگنا، یک مرحله بالایی اطلس-آگنا اصلاح‌شده، برای توسعه و تمرین فنون ملاقات مداری و اتصال استفاده کرد.
گروه فضانوردانی که از پروژه جمینای پشتیبانی می‌کردند شامل «هفت مرکوری»، «نه جدید» و «چهارده» بودند. در طول این برنامه، سه فضانورد در سوانح هوایی در حین آموزش جان باختند، از جمله هر دو عضو خدمه اصلی جمینای ۹. خدمه پشتیبان این مأموریت را پرواز کردند.
جمینای به اندازه‌ای قوی بود که نیروی هوایی ایالات متحده قصد داشت از آن برای برنامه آزمایشگاه مداری سرنشین‌دار (MOL) استفاده کند، که بعداً لغو شد. طراح ارشد جمینای، جیم چمبرلین، همچنین در اواخر سال ۱۹۶۱ برنامه‌های مفصلی برای ماموریت‌های فرود بین قمری و قمری تهیه کرد. او معتقد بود که فضاپیمای جمینای می‌تواند قبل از پروژه آپولو در عملیات قمری پرواز کند و هزینه کمتری داشته باشد. مدیریت ناسا این برنامه‌ها را تأیید نکرد. در سال ۱۹۶۹، لوکاس بینگهام «جمینای بزرگ» را پیشنهاد داد که می‌توانست برای انتقال تا ۱۲ فضانورد به ایستگاه‌های فضایی برنامه‌ریزی‌شده در پروژه کاربردهای آپولو (AAP) استفاده شود. تنها پروژه AAP که بودجه دریافت کرد، اسکای‌لب (اولین ایستگاه فضایی آمریکا) بود که از فضاپیما و سخت‌افزار موجود استفاده می‌کرد و در نتیجه نیازی به جمینای بزرگ را از بین برد.

## تیم
جیم چمبرلین کپسول جمینای را طراحی کرد که دو خدمه را حمل می‌کرد. او پیش از این، سرمهندس آیرودینامیک در برنامه هواپیمای رهگیر جنگنده سی‌اف-۱۰۵ آرو شرکت آورو کانادا بود. چمبرلین به همراه ۲۵ مهندس ارشد آورو پس از لغو برنامه Canadian Arrow به ناسا پیوست و به ریاست بخش مهندسی گروه فضایی ایالات متحده، مسئول جمینای، منصوب شد. پیمانکار اصلی شرکت هواپیماسازی مک‌دانل بود که پیمانکار اصلی کپسول پروژه مرکوری نیز بود.
فضانورد گاس گریسوم به شدت در توسعه و طراحی فضاپیمای جمینای مشارکت داشت. آنچه دیگر فضانوردان مرکوری "گاس‌موبیل" می‌نامیدند، به گونه‌ای حول بدن ۱۶۸ سانتی‌متری گریسوم طراحی شده بود که وقتی ناسا در سال ۱۹۶۳ متوجه شد که ۱۴ نفر از ۱۶ فضانورد در این فضاپیما جای نمی‌گیرند، فضای داخلی آن مجبور به طراحی مجدد شد. گریسوم در کتاب خود که پس از مرگش در سال ۱۹۶۸ با عنوان "جمینای!" منتشر شد، نوشت که درک پایان پروژه مرکوری و احتمال کم پرواز مجدد او در آن برنامه، او را بر آن داشت تا تمام تلاش خود را بر برنامه آتی جمینای متمرکز کند.
برنامه جمینای توسط مرکز فضایی سرنشین‌دار واقع در هیوستون، تگزاس، تحت نظر دفتر پرواز فضایی سرنشین‌دار، ستاد ناسا، واشینگتن دی.سی. مدیریت می‌شد. دکتر جورج ای. مولر، معاون مدیر ناسا در امور پرواز فضایی سرنشین‌دار، به عنوان مدیر موقت برنامه جمینای خدمت کرد. ویلیام سی. اشنایدر، معاون مدیر پرواز فضایی سرنشین‌دار در امور عملیات مأموریت، از جمینای ۶آ به بعد به عنوان مدیر مأموریت در تمام پروازهای جمینای خدمت کرد.
گونتر وندت مهندس مک‌دانل بود که بر آماده‌سازی پرتاب برنامه‌های مرکوری و جمینای نظارت داشت و در هنگام پرتاب خدمه برنامه آپولو نیز همین کار را انجام داد. تیم او مسئول تکمیل مراحل پیچیده نهایی‌سازی سکوی پرتاب درست قبل از پرتاب فضاپیما بود و او آخرین کسی بود که فضانوردان قبل از بسته شدن دریچه می‌دیدند. فضانوردان از اقتدار و مسئولیت مطلق او در قبال وضعیت فضاپیما قدردانی می‌کردند و رابطه صمیمانه و شوخ‌طبعانه‌ای با او برقرار کرده بودند.